# Nikolaos Deligiannis

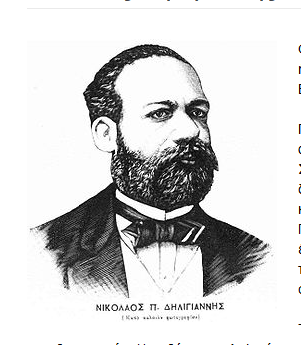
Nikolaos Deligiannis

Nikolaos Deligiannis (Grieks: Νικόλαος Δελιγιάννης) (Athene,  1845 – Parijs, 5 januari 1910) was een Grieks diplomaat en interim-premier van Griekenland van januari tot juni 1895.
Hij was een neef van Theodoros Deligiannis, die meerdere keren premier van Griekenland was. Hij was gezant in Belgrado en in Parijs.